# قبالة لوريانية
القبالة اللوريانية هي مدرسة من القبالة سميت على اسم الحاخام اليهودي الذي طورها: إسحاق لوريا (1534-1572، والمعروف أيضًا باسم «أريزال»، «هائيري» أو «القدوس»). قدمت اللوريانية سردًا جديدًا أساسيًا للفكر القبالي معتمدة على ما ظهر في كتاب الزوهار التي تم نشره في القرون الوسطى.
تصف اللوريانية الكابالا معتقدات حديدة حول أصول الخلق، ومفاهيم عالم الفوضى (تاهو)، وعالم التصحيح (تيكو)، التين تمثلان حقيقتين روحانيتين من الوجود والوعي. تستمد هذه المفاهيم من تفسير إسحاق لوريا للتكهنات الأسطورية التي وجدت في مراجع كتاب الزوهار. يعتبر الحاخام حييم بن يوسف فيتال من كالابريا هو مروج لأفكار لوريا، كما أنه ادعى أنه المترجم الرسمي للنظام اللورياني، رغم أن البعض شكك في هذا الادعاء. جمع التعاليم التي كتبتها لوريا بعد وفاته على الرغم من أنها اختلفت على بعض التفسيرات الأساسية في الأجيال المبكرة.
بلغ ذروة التفسيرات العقلانية للزوهار عندما تأثرت بأعمال موسى بين يعقوب القرطبي الذي عاش في صفد، وذلك قبل وصول لوريا للمدينة. وقد قدم كل من نظامي القرطبي ولوريا نظاما لاهوتيا متكاملا للقبالة ينافس به التفوق القديم للفلسفة اليهودية التي نشأت في العصور الوسطى. تحت تأثير النهضة الباطنية في القرن السادس عشر التيقامت في صفد، أصبحت الاهوت اللورياني اليهودي سائدا على نطاق عالمي في بداية العصر الحديث،  في كل من الأوساط العلمية وأوساط الخيال الشعبي. أصبح المخطط اللورياني، بحسب ما قرأه أتباعه، أكثر انسجاما مع المذهب القرطبي وحتى أكثر تقدمً منه،  غالبًا ما حل مكانه وأصبح الأساس للتطورات اللاحقة في الباطنية اليهودية. بعد الآري، تم تفسير الزوهار بمصطلحات لورياني، وبعد ذلك قام علماء القباليون الباطنيون بتوسيع النظرية الغامضة بناء على النظام اللورياني. فيما بعد، نشأت حركتي الحسيدية والميتناغية (أي المعارضة للحسيدية) التي تأثرتا بالتباينات على دور اللوريانية الاجتماعي وفي الباطنية الشعبية. وكذلك، تأثر التقليد الساباتي بالأفكار المشيحية اللوريانية لكنه اختلف حول التراط القبالي حول من الباطنية مع طقس الهلاخاه اليهودي.

## طبيعة الفكر اللورياني

### خلفية
السمة المميزة للنظام النظري والتأملي للوريانية هو إعادة صياغة للتسلسل الهرمي التقليدي الساكن للارتجالات الإلهية (النور)، إلى دراما روحية كونية دينامية من الإلغاء وإعادت التكوين. من خلال هذا أصبح هناك نسختين تاريخيتين من التقاليد النظرية-الفلسفية في القبالة:
1. قبالة العصور الوسطى التي تعتمد على مفاهيم الزوهار الأولية (تسمى أحيانا "الكلاسيكية أو الزوهار القبالية)، والتي تلقت نظامها من قبل موسى القرطبي في فترة أوائل العصر الحديث ومباشرة قبل طرح أفكار لوريا.
2. القبالة اللورية والتي هي أساس الباطنية اليهودية الحديثة، وأصبح ينظر إليها على أنها التفسير الحقيقي لمعاني لزوهار.

#### القبالة المبكرة
ظهرت عقائد القبالة الباطنية بين فئات يهودية قليلة في القرن الثاني عشر في جنوب فرنسا (بروفنس - لانغدوك)، وانتشرت إلى شمال إسبانيا في القرن الثالث عشر (كاتالونيا ومناطق أخرى). وبلغ ذروة تطور الباطنية مع نشر كتاب الزوهتر حوالي سنة 1305م، والذي هو النص الرئيسي للقبالة. في العصور الوسطى، الذي أدخل على مباديء القبالة زخرفات من "الأفلاطونية الحديثة " (آي التنازل الخطي المستقيم بين عوالم اللانهائي والمتناهي)، " والغنوصية " (بمعنى أن القوى المختلفة تظهر من إله واحد، بدلا من آلهة متعددة) و " الباطنية الزوحانية " (على النقيض من العقلانية، مثل العقائد اليهودية الأولى للتناسخ). وفيما بعد، فامت محاولات لتفسير مفاهيم الزوهار المعقدة في إطار مفاهيمي يمكن من خلاله تصوير صوره الشديدة الرمزية، والأفكار الفضفاضة والتعاليم التي تبدو متناقضة، بطريقة مفهومة وتنظيمهم بشكل واضح. كان مائير بن حزقيال بن جباى (من مواليد 1480) من رواد هذه الأعمال، لكن أعمال موسى القرطبي (1522-1570) الموسوعية نظمت بشكل مؤثر مخطاطات قبالة العصور الوسطى على الرغم من أنها لم تشرح بعض المعتقدات الكلاسيكية الهامة مثل التناسخ. يصف مخطط القرون الوسطى للقرطبي تفاصيل العملية الهرمية الخطية لتطور الخلق المحدود بشكل متسلسل من كائن الله اللانهائي. إن السفيروت (الصفات الإلهية) في القبالة، تعمل كقوى منفصلة ومستقلة في تكشف وظيفة كل مستوى من مستويات الخلق بدإ من "المحتمل" (أي الفوق مادي) إلى "الفعلي" (أي المادي"). وإن تكوُّن العالم الإلهي الأعلى، حيث يظهر السفيروت بشكل أعلى، مرتبطة بشكل متبادل بالعالم البشري السفلي. في نهاية السلسلة، تؤثر أعمال الإنسان على الانسجام بين السفيروت في العوالم الروحية العليا. المتزفة (الاحتفالات اليهودية) والأفعال الفاضلة تجلب الوحدة للعالم الأعلى، وتسمح بتوحيد الله مع حضوره (الوجود الإلهي) السفلية، وبالتالي، تفتح تدفق الحيوية الإلهية في جميع أنحاء الخلق. الخطيئة والأفعال الأنانية يدخلوا الاضطراب والانفصال في جميع أنحاء الخلق. الشر، التي تنتج عن الأعمال الإنسانية، يسبب تجاوز الفائض من جيفوراه (الشدة) غير المقيدة على العالم الأعلى.

#### مجتمع صفد الحديث المبكر

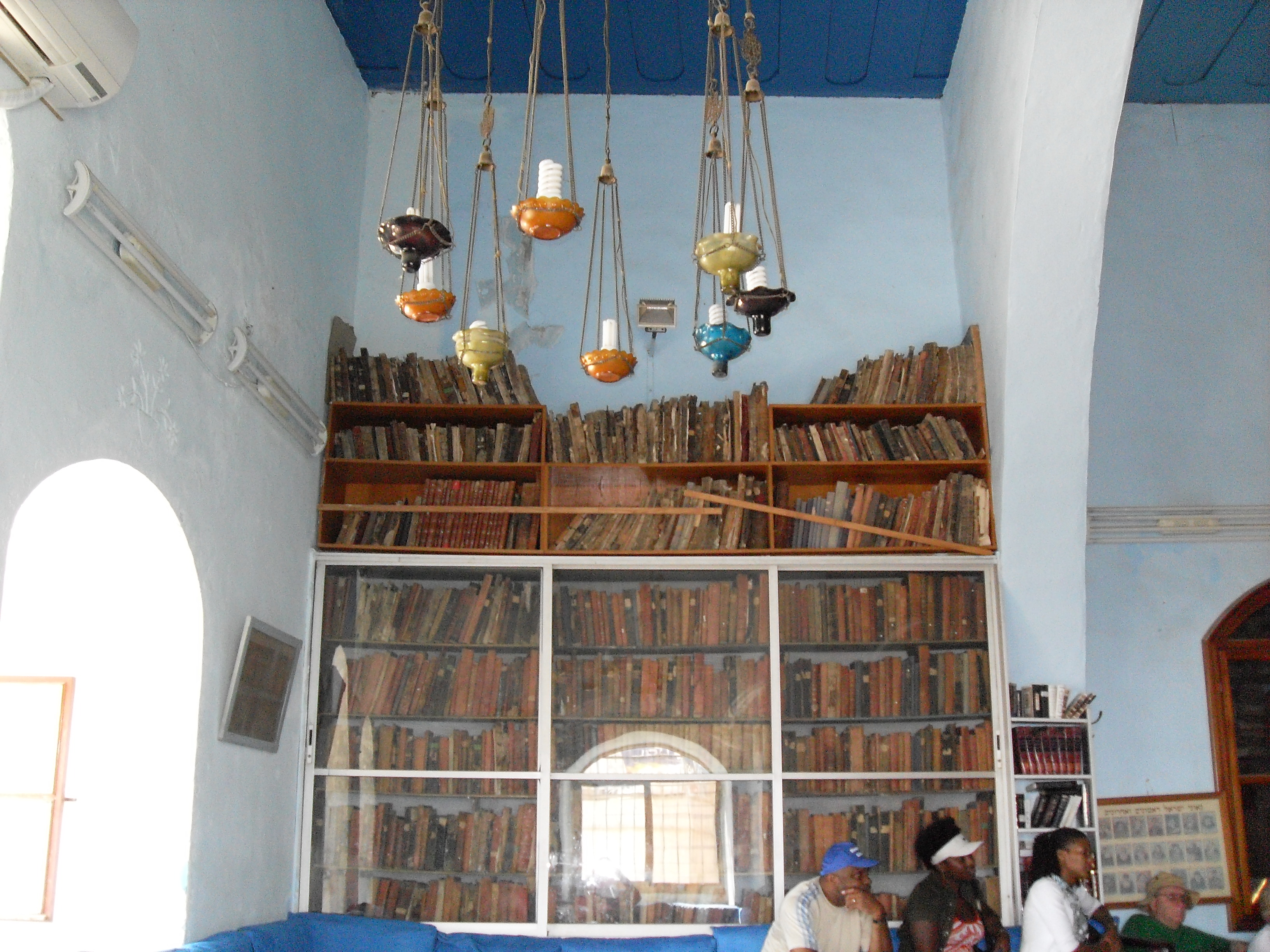
كنيس جوزيف كارو في صفد. في عام 1538، حاولة مجموعة صفد بريادة يعقوب برب لاستعادة دور الحاخامية التقليدية وإعادة تركيز المجتمع اليهودي حول فكرة المشيح المخلص. تم تعيين كارو، مؤلف كتاب شولحان أروخ (القانون) كمسؤول عن المشروع.

نهضة القرن السادس عشر في القبالة حصلت في صفد من أعمال الجليل، والتي شارك فيها يوسف كارو، موشيه آلشيتش، القرطبي، لوريا وآخرين، والتي تشكلت من خلال نظرتهم الروحية والتاريخية الخاصة. بعد طردهم عام 1492 من إسبانيا، شعروا بإلحاح شخصي ومسؤولية نيابة عن الشعب اليهودي للإسراع باسترداد خلاص المشيح. أدى هذا إلى بروز الحاجة للتركيز على القرابة والممارسات التقشفية، وتطوير الطقوس مع التركيز على المجتمع وفكرالخلاص المشيحي. سعت إدخالات القرطبي ولوريا الجديدة على تحويل المنهاج التقليدي للقبالة ونشر الباطنية خارج الدوائر العلمية القريبة التي كانت تقييد القبالة. واعتبروا أن نشر هذه التعاليم على نطاق واسع، والممارسات التأملية المستندة إليها، من شأنه أن يعجل بخلاص كل الشعب اليهودي.

### القبالة اللوريانية

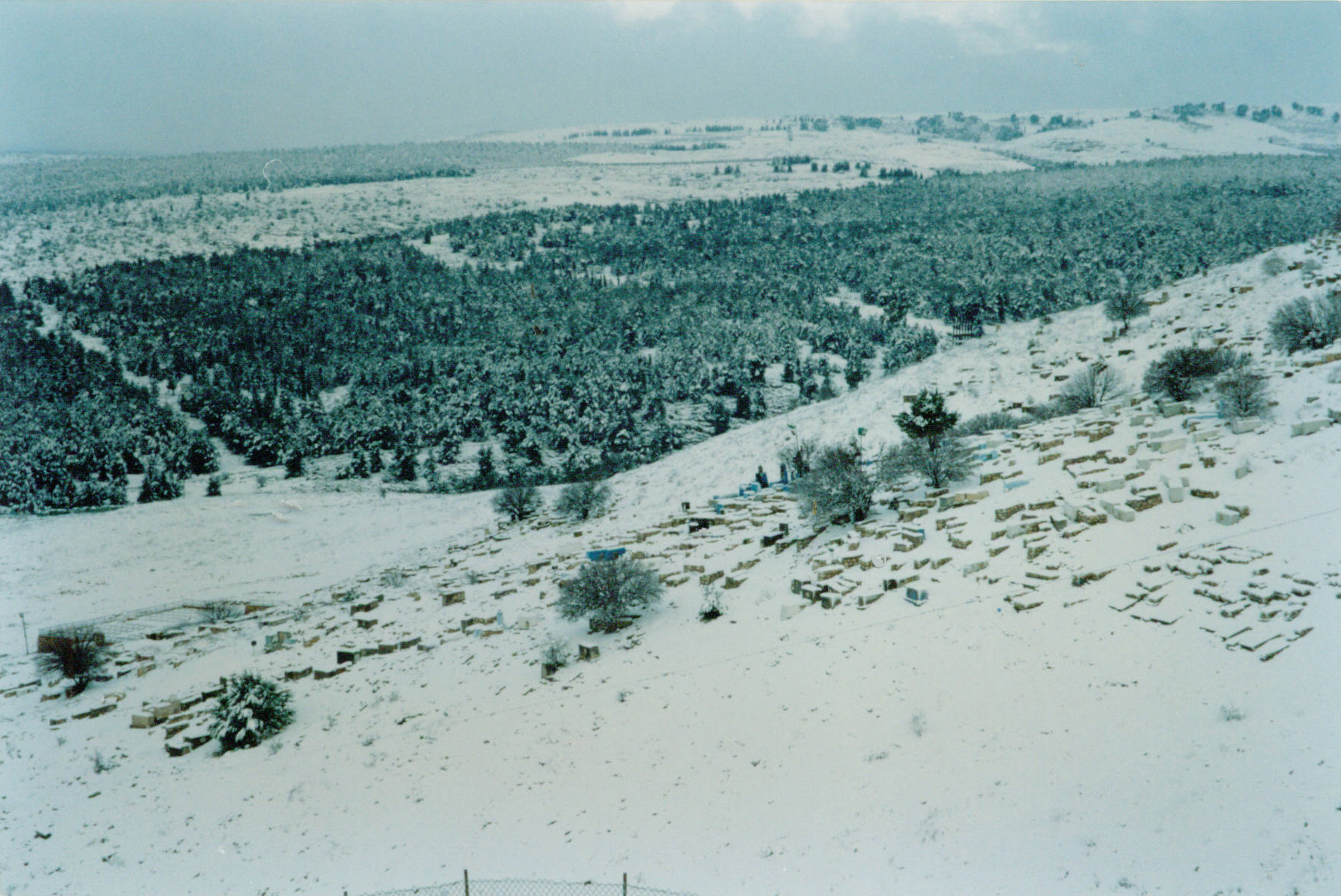
المقبرة القديمة في صفد حيث دفنت الشخصيات الروحية والقانونية البارزة في القرن السادس عشر ، بما في ذلك يوسف كارو، شلومو ألكبيتس، موشيه آلش ، موسى القرطبي وآري. بعد الطرد من إسبانيا،

بقي الخلاص المشيحي في المخطاط القرطبي هدفا هامشيًا، لكن ما لبس أن حول لوريا الفكرالقبالي النظري الأكثر شمولًا والممارسات التأملية تركز على المشيحية باعتبارها ديناميكة القبالة المركزية، والتي احتوت على التنوع الكامل لمفاهيم القبالة التقليدية. تصور لوريا العوالم الروحية من خلال أبعادها الداخلية للنفي الإلهي وللخلاص. جلبت الأساطير اللوريانية للمفاهيم القبالية الأعمق إلى الصدارة: الثيودوسيا (الأصل البدائي لللشر) والنفي من الشيكينة (الوجود الإلهي)، والخلاص والأحادي ها يمانيم (نهاية العالم)، والدور الكوني لكل فرد والشؤون التاريخية لإسرائيل، رمزية الجنس في المظاهر الإلهية الأسمى، والديناميات اللاواعية في الروح. أعطى لوريا إجابات فلسفية باطنية لأكثر الأسئلة الجوهرية واللاهوتية عن الوجود.

## روابط خارجية
- القبالة اللوريانية - المواد التعليمية
- كتابات اري
- لقبالة أري زال بحسب تحليل رام-هال، ملخص من 18 صفحة صفحة ملخص عن عزت` حاييم
- ملاحظات حول دراسة القبالة المتأخرة، باللغة الإنجليزية: فترتي الفدية واللوريانية ملف بي دي أف